# Solidarność 80
Niezależny Samorządny Związek Zawodowy „Solidarność” 80 – polski związek zawodowy założony w 1989 przez działaczy Solidarności, nieakceptujących porozumienia Okrągłego Stołu i kwestionujących działania Lecha Wałęsy.

## Historia
Na czele organizacji stanął Marian Jurczyk, w związku działalność podjęli też Seweryn Jaworski, Andrzej Gwiazda i Stanisław Kocjan. W 1990 rozpoczęto wydawanie tygodnika „Solidarność Szczecińska”. W latach 90. w związku działało do 150 tys. członków, najwięcej na Pomorzu Zachodnim i Górnym Śląsku. Siedziba początkowo mieściła się w Szczecinie, od 1995 w Warszawie.
Związek od początku brał udział w życiu politycznym. W wyborach prezydenckich w 1990 r. poparł kandydaturę Leszka Moczulskiego. Rok później wystawił swoje listy wyborcze w 2 okręgach (posłem został Stanisław Kocjan), w 1993 jego przedstawiciele kandydowali z ramienia Koalicji dla Rzeczypospolitej Jana Olszewskiego.
W tym samym roku doszło do dwóch rozłamów – Daniel Podrzycki założył „Sierpień 80”, Seweryn Jaworski niewielki Chrześcijański NSZZ „Solidarność” im. ks. Jerzego Popiełuszki. Kolejne rozłamy miały miejsce w następnych latach, z czego największy doprowadził do dwuwładzy wewnątrz organizacji, gdy część działaczy wybrała nowego przewodniczącego – Zbigniewa Półtoraka w miejsce Mariana Jurczyka. Ostatecznie prawa do nazwy zostały przyznane nowo wybranemu przewodniczącemu, a działacze związani z założycielem związku w 1996 r. doprowadzili do powstania Krajowego NSZZ Solidarność 80 (obecnie kierowanym przez Grzegorza Durskiego).
W 2001 r. trzech działaczy Solidarności 80 zarejestrowało w sądzie „fałszywą” Platformę Obywatelską, co zmusiło twórców Platformy Obywatelskiej do zmiany oficjalnej nazwy na „Platforma Obywatelska RP”
W 2003 z Solidarności 80 wyodrębnił się NSZZ Solidarność'80 Małopolska, który rok później współtworzył Niezależny Samorządny Związek Zawodowy Solidarność'80 – Konfederacja (razem z KNSZZ Solidarność 80).
NSZZ Solidarność 80 pozostaje najliczniejszym spośród powstałych z pierwotnej struktury organizacji. Wchodzi w skład Forum Związków Zawodowych.

## Przewodniczący
- Marian Jurczyk 1989–1994
- Andrzej Dolniak 1994–1995
- Zbigniew Półtorak 1995–1997
- Wiesław Szwałek 1997–2001
- Bogdan Warzyński 2001–2011
- Janusz Jaworski od 19.09.2011
- Marek Mnich od 2013